# CommWarrior
CommWarrior est un virus informatique qui peut infecter les smartphones fonctionnant sous le système d'exploitation Symbian S60 de la marque Nokia,. Il a été découvert en mars 2005, plusieurs variantes du virus ont circulé entre 2005 et 2006.
Il s'agit du premier virus pour la téléphonie mobile dont l'infection se transmet par message MMS,.
Une fois que le virus a infecté un smartphone, il tente de s'envoyer par MMS à tous les contacts présents dans la mémoire du téléphone, il répond aussi automatiquement à tous les SMS et MMS reçus avec un message infecté. Les personnes recevant ces MMS sont à leur tour infectées si elles acceptent d'ouvrir le message. Comme son prédécesseur Cabir, CommWarrior peut aussi se transmettre par Bluetooth en se connectant aux téléphones à proximité (dans les dix mètres environ).
CommWarrior a été largement diffusé, on estime qu'il a infecté plus de 115 000 téléphones, nombre à comparer à un total de quelques dizaines de millions de smartphones fonctionnant sous Symbian OS à l'époque. Le virus a été responsable de jusqu'à 3 % du trafic MMS chez certains opérateurs de téléphonie.
Comptant parmi les premiers virus pour smartphone, il a été conçu par défi en recherchant une diffusion maximale. Le principal dommage pour les victimes a été la facturation des MMS, mais cela n'a pas apporté de gains financiers aux programmeurs des virus. Les générations de virus suivantes, dont le virus Redbrownser, ont été conçues par appât du gain : ils dérobaient de l'argent aux victimes en envoyant des SMS à des numéros surtaxés.